# Poecilimon obtusicercus
Poecilimon obtusicercus är en insektsart som beskrevs av Heller, K.-g., Sevgili och Reinhold 2008. Poecilimon obtusicercus ingår i släktet Poecilimon och familjen vårtbitare. Inga underarter finns listade i Catalogue of Life.